# Настьо Пачауров
Настьо Пачауров е български адвокат и политик.

## Биография
Роден е през 1886 г. в Стара Загора. Учи правни науки в Лозана, а през 1914 г. се дипломира в Брюкселския нов университет. Работи като адвокат в Стара Загора. Член е на Либералната партия (радослависти). По време на Първата световна война е председател на Тричленната комисия, управляваща общината до провеждането на избори. В началото на септември 1915 г. представлява Стара Загора на Първия конгрес на градските общини в България. През 1917 г. е назначен за окръжен управител. Председател е на Комитета за обществена предвидливост, който осигурява снабдяването на населението и армията с хранителни продукти във военните години. Уличен е в корупция и е уволнен. Осъден е на 10 години затвор. По-късно е амнистиран и се установява в Пловдив, където умира през 1969 г.